# Julien Offray de La Mettrie
Julien Jean Offray de La Mettrie (Saint-Malo, 1709. december 19. – Berlin, 1751. november 11.), francia orvos és filozófus.
Egyfajta mechanikus materializmust képviselt; nézetei miatt menekülnie kellett Franciaországból. 1748-ban Hollandiában jelentette meg L'homme machine (Az ember-gép) című írását; emiatt újfent menekülnie kellett. Poroszországban kapott menedékjogot, ahol II. Frigyes szabadgondolkodó asztaltársaságának volt tagja.
Saját maga a Discours sur le bonheur (A boldogságról) című művét tartotta főművének, kiegészítve a L'art de jouir (A gyönyörérzet művészetéről) című írással. Az abban foglalt théorie des remords (tanítás a bűntudatról/ felettes én) erkölcsileg olyannyira elvetendőnek számított, hogy az aufklérista filozófusok kivétel nélkül elhatárolódtak La Mettrie-től, pontosabban: nemkívánatos személlyé, páriává tették.
Halálát a hagyomány szerint szarvasgomba-pástétom mértéktelen fogyasztása okozta.

## Magyarul
- Filozófiai művek; ford. Horváth Henrik, Zigány Miklós, jegyz. Tordai Zádor; Akadémiai, Bp., 1968 (Filozófiai írók tára)